# Saint-Lizier-du-Planté
Saint-Lizier-du-Planté (gaskognisch: Sent Lisièr deu Plantèr) ist eine französische Gemeinde mit 148 Einwohnern (Stand: 1. Januar 2022) im Département Gers in der Region Okzitanien. Sie gehört zum Kanton Val de Save und zum Arrondissement Auch. Die Einwohner werden Plantériens genannt.

## Lage
Saint-Lizier-du-Planté liegt etwa 39 Kilometer südwestlich von Toulouse. Umgeben wird Saint-Lizier-du-Planté von den Nachbargemeinden Puylausic und Montégut-Savès im Norden, Laymont im Osten und Nordosten, Montpézat im Osten und Südosten, Goudex und Mauvezin im Süden, Frontignan-Savès im Südwesten sowie Garravet im Westen.

## Bevölkerungsentwicklung
| Jahr                       | 1962 | 1968 | 1975 | 1982 | 1990 | 1999 | 2006 | 2011 | 2016 |
| -------------------------- | ---- | ---- | ---- | ---- | ---- | ---- | ---- | ---- | ---- |
| Einwohner                  | 174  | 152  | 131  | 112  | 120  | 112  | 117  | 119  | 136  |
| Quellen: Cassini und INSEE |      |      |      |      |      |      |      |      |      |

## Sehenswürdigkeiten
- Kirche Saint-Lizier
- Kapelle Del-Rey